# West Ham (stacja kolejowa)
West Ham – stacja kolejowa w Londynie, położona w dzielnicy Newham i zarządzana przez metro londyńskie. Została otwarta w 1901, zaś w kolejnym roku wjechały na nią pierwsze pociągi District Line. W 1936 została włączona do Metropolitan Line (potem odcinek ten przeszedł do Hammersmith & City Line), a w 1999 do nowej części Jubilee Line. Od 1979 na stacji zatrzymują się także zwykłe pociągi, których operatorem obecnie jest firma c2c, kursujące po linii London, Tilbury and Southend Railway.